# Masakr u zatvoru Dubrava
Masakr u zatvoru Dubrava je naziv za incident koji se dogodio u zatvoru Dubrava, koji se nalazi nekoliko kilometara istočno od gradića Istok na Kosovu za vrijeme NATO bombardiranja SRJ, odnosno Rata na Kosovu između 19. i 22. svibnja 1999. U njemu je između 70 i 100 zatvorenika, pretežno albanske nacionalnosti, izgubilo život. 
Zatvor je za vrijeme NATO-ve kampanje bio nekoliko puta metom savezničkog bombardiranja. Tadašnje srpske vlasti su to nastojale iskoristiti u propagandne svrhe te su u svibnju 1999. dva puta pozvale strane novinare da se uvjere na licu mjesta u masovno smaknuće zatvorenika izazvano NATO-vim bombama. Prema navodima BBC-jeve dopisnice Jackie Rowland, u zatvoru se, prilikom druge posjete, nalazio veliki broj mrtvih tijela, ali na nekima od njih se moglo vidjeti da nisu stradala u bombardiranju.
Kasnije je Haaški sud, koristeći navode nekoliko svjedoka, incident okarakterizirao kao ratni zločin, odnosno odgovornost za smrt zatvorenika pripisao srpskim stražarima. Prema optužnici protiv Slobodana Miloševića, zatvorske vlasti su 22. svibnja naredile oko 1.000 zatvorenika da se postroje u dvorištu zatvora s osobnim stvarima kako bi bili prebačeni u Niš, a zatim su otvorili vatru na njih iz automatskog oružja. Nakon toga su, navodi se u optužnici, bombama i hicima ubijani pritvorenici koji su preživjeli i pokušali se sakriti u šahtovima i podrumima. Procjenjuje se da su pri tome srpski stražari ubili preko 70 albanskih zatvorenika.

## Poveznice
- Operacija Potkova

## Vanjske poveznice
- Novinarka BBC-a potvrdila da zatvorenici iz zatvora Dubrava nisu poginuli od bombardiranja (28/8/02)
- Novinarka Jacky Rowland svjedoči na Haaškom sudu; BBC
- Intervju s Jacky Rowland u časopisu Nacional (2002)  Arhivirana inačica izvorne stranice od 4. prosinca 2009. (Wayback Machine)